# Śmierć Niki Szakarami
Śmierć Niki Szakarami – śmierć irańskiej nastolatki, która zaginęła 20 września 2022 w Teheranie, podczas protestów związanymi ze śmiercią Mahsy Amini. Dziesięć dni po zaginięciu rodzina znalazła jej zmasakrowane ciało w kostnicy aresztu śledczego. Po identyfikacji zwłok bliscy Niki chcieli pochować ją w jej rodzinnym mieście Chorramabad, jednak ciało nastolatki zostało wykradzione przez władze Iranu, które obawiały się, że jej pogrzeb zamieniłby się w kolejny masowy protest.  

## Życiorys Niki Szakarami
Nika Szakarami (pers. ‏نیکا شاکرمی‎) urodziła się w październiku 2005 roku w prowincji Lorestan. Jej rodzina jest związana z miastem Chorramabad na południowym wschodzie kraju, skąd pochodził jej ojciec. Mieszkała z dalszą rodziną w Teheranie, dokąd przeprowadziła się po śmierci jej ojca, miała też starsze rodzeństwo. W okresie poprzedzającym jej śmierć, Szakarami pracowała dorywczo w miejscowej kawiarni. Zdaniem jej matki, Szakarami już wcześniej zaczęła się buntować przeciwko rygorystycznym i poniżającym kobiety zasadom panującym w jej kraju i wraz z przyjaciółmi brała udział w protestach. Lubiła śpiewać i utożsamiała się z nurtem gotyckim.

## Pogrzeb i następstwa
Nika Szakarami została pochowana przez irańskie władze 40 kilometrów od zamierzonego miejsca, we wsi Hajat al-Qejb gminy Wejsjan. Rodzina Niki była zastraszana i grożono im śmiercią, jeśli zaczęliby nagłaśniać sprawę.
Jej śmierć przyczyniła się także do nasilenia protestów w kraju.